# Tour de Brunéi
El Tour de Brunéi (oficialmente: Butra Heidelberg Cement Tour) es una carrera ciclista profesional por etapas bruneana que se disputa en el mes de septiembre cerrando la temporada del UCI Asia Tour.
Se creó en el 2011 formando parte del UCI Asia Tour, dentro de la categoría 2.2 (última categoría del profesionalismo).
Siempre ha tenido 5 etapas la mayoría de ellas con inicio y/o final en su capital, Bandar Seri Begawan, donde finaliza la prueba.

## Palmarés
| Año  | Ganador            | Segundo              | Tercero            |
| ---- | ------------------ | -------------------- | ------------------ |
| 2011 | Shinichi Fukushima | Adiq Husainie Othman | Hossein Jahabanian |
| 2012 | Hossein Askari     | Trịnh Đức Tâm        | Mohd Harrif Saleh  |

## Palmarés por países
| País  | Victorias |
| ----- | --------- |
| Japón | 1         |
| Irán  | 1         |